# A&E Records
A&E Records es un sello discográfico con sede en el Reino Unido, propiedad de Warner Music Group (WMG). Opera bajo el grupo de etiquetas WEA International en WMG.
Se formalizó en mayo de 2003, cuando el NewsCorp Music Group de sellos discográficos independientes (que incluía a Mushroom Records UK, Infectious Records, Ultimate Dilemma, Perfecto y 48K) fue absorbido por East West de WMG después de 20 meses de negociaciones, con toda su plantilla. transfiriéndose.  En noviembre de 2004, A&E Records fue realineado y transferido a toda la empresa al sello Warner Bros. 

## Historia
Se formalizó el 19 de mayo de 2003, y toda la lista de artistas de Mushroom Records UK e Infectious se transfirió al sello East West, incluidos sus nuevos fichajes The Darkness, Funeral for a Friend y Freeform Five, mientras que Korda Marshall asumió el cargo. de director general con la etiqueta. WMG completó la adquisición de Mushroom Records por alrededor de 15 millones de dólares (9,2 millones de libras esterlinas) y East West absorbió las funciones de Mushroom, que se cerró la semana anterior.  East West reeditó inmediatamente los álbumes del catálogo de sus nuevos artistas a través de la distribución de A&E Records y Warner Strategic Marketing. 
Al año siguiente, a partir del 25 de junio de 2004, East West fue objeto de un cambio de marca como uno de los dos sellos de primera línea de WMG en el Reino Unido, cambiando a Atlantic Records (el otro sello WEA London se convirtió en Warner Bros).  El 14 de noviembre de ese año, Marshall se convirtió en director general de Warner Bros. A&E Records fue realineado y transferido a toda la empresa a Warner Bros. La marca y el logotipo de Infectious también se transfirieron de Atlantic, junto con Ash, Garbage y Muse. 
Ha seguido publicando discos de Garbage (hasta 2007) y Timo Maas y publicando discos de Muse a través del subsello Helium 3.  El papel de Infectious dentro de Warner Bros se ha reducido y, sin incluir los lanzamientos de Ash, se está utilizando para lanzar actos recién contratados como The Subways y Larrikin Love.  WMG adquirió la antigua matriz Festival Mushroom Records el 21 de octubre de 2005 y sus sellos y artistas fueron absorbidos por Warner Music Australia,  sin embargo, ninguno de esos artistas ha sido transferido a A&E Records. 

### Discografía de A&E Records
Álbumes
| Año  | Artista        | Lanzamiento                     |
| ---- | -------------- | ------------------------------- |
| 2003 | Paul Oakenfold | Perfecto Presents... Great Wall |
| 2005 | Garbage        | Bleed Like Me                   |
| 2005 | Timo Maas      | Pictures                        |
| 2007 | Garbage        | Absolute Garbage                |

## Mushroom Records UK
Mushroom Records UK fue fundada en Londres en 1993 por Gary Ashley, como una rama del sello independiente australiano Mushroom Records, que había sido formado en 1972 por Michael Gudinski y Ray Evans en Melbourne. Mushroom Records UK estaba destinado principalmente a servir al Reino Unido con importaciones musicales australianas. Marshall había sido anteriormente director de A&R de RCA y había dejado la compañía para establecer su propio Infectious Records, que alineó bajo Mushroom Records UK. 
El primer fichaje mundial del sello fue el grupo de rock estadounidense Garbage, que se convirtió en el buque insignia del sello y logró ventas multimillonarias con el lanzamiento de su primer álbum. Preocupados porque sólo eran conocidos en el Reino Unido por el tema Neighbors (compuesto por Mushroom Music Publishing),  para alejarse de la asociación, Mushroom fundó el sello Discordant con el único propósito de lanzar Garbage.  Aunque después de su sencillo debut, Garbage se reconciliaron con el sello principal, algunos actos australianos como Garageland y Deadstar obtuvieron la licencia de Discordant.
Mushroom tuvo un éxito temprano con el cantante australiano Peter Andre, al tiempo que mantuvo una lista diversa firmando actos del Reino Unido como The Wildhearts e importando actos australianos como Deni Hines, Christian Fry, Ween, Antenna, Sister2Sister, VAST y Yothu Yindi. Varios actos firmaron con Infectious Records, incluidos Ash, Symposium, My Vitriol, Cable, Seafood, Elevator Suite y Pop Will Eat Itself, mientras que Mushroom obtuvo la licencia local para Muse de Taste Media. Los subsellos Perfecto tuvieron éxito con Paul Oakenfold y el artista del sello 48K, Timo Maas; El sello hermano Ultimate Dilemma también tenía Zero 7, Magnet y Roots Manuva en sus libros.  En 1999, Mushroom Records UK fue uno de los dos únicos sellos que querían contratar a la cantante Kylie Minogue (finalmente eligió firmar con Parlophone). 
Con estos actos en las listas, Mushroom llegó al escenario principal de la música en el Reino Unido, con una facturación inicial de £ 5,000 que aumentó a £ 23 millones en sus 10 años,  sin embargo, Marshall comenzó a separar Mushroom UK de la familia Mushroom durante 2001, después la empresa matriz había sido vendida en 1999 a Newscorp de Rupert Murdoch y se fusionó con su Festival Records para formar Festival Mushroom Records . Mushroom Records UK se fue disolviendo lentamente a medida que cristalizaron las negociaciones;  su último lanzamiento fue el sencillo de Garbage "Shut Your Mouth" en septiembre de 2002.

### Discografía de  Mushroom Records UK
Álbumes
| Año  | Artista          | Lanzamiento                  |
| ---- | ---------------- | ---------------------------- |
| 1995 | Garbage          | Garbage                      |
| 1996 | Peter Andre      | Natural                      |
| 1997 | The Wildhearts   | Endless, Nameless            |
| 1997 | Ween             | The Mollusk                  |
| 1997 | Archie Roach     | Looking for Butter Boy       |
| 1997 | Peter Andre      | Time                         |
| 1998 | Leonardo's Bride | Angel Blood                  |
| 1998 | Garbage          | Version 2.0                  |
| 1998 | VAST             | Visual Audio Sensory Theater |
| 1998 | Antenna          | Installation                 |
| 1999 | Ween             | Paintin' The Town Brown      |
| 1999 | Muse             | Showbiz                      |
| 2000 | Wilt             | Bastinado                    |
| 2000 | Ween             | White Pepper                 |
| 2000 | VAST             | Music for People             |
| 2001 | Muse             | Origin of Symmetry           |
| 2001 | Garbage          | Beautiful Garbage            |
| 2002 | Muse             | Hullabaloo Soundtrack        |
| 2002 | Wilt             | My Medicine                  |
| 2003 | Muse             | Absolution                   |